# Morinda oblongifolia
Morinda oblongifolia är en måreväxtart som beskrevs av Theodoric Valeton. Morinda oblongifolia ingår i släktet Morinda och familjen måreväxter. Inga underarter finns listade i Catalogue of Life.